# الفنيدق
الفنيدق هي في أقصى شمال المغرب في باب سبتة المحتلة وتتميز أيضا بجوها المعتدل (المناخ المتوسطي). توجد مدينة الفنيدق على الضفة المقابلة لجبل طارق ابن زياد الموجود في الضفة الأخرى على شواطئ إسبانيا، بقيت الفنيدق حاملة لبعض معالم الاستعمار الإسباني الذي عانت منه المدينة إلى غاية 1956 وتتمثل أساساً في (عمارة كاراكول، مقر البشوية، المستوصف المحلي، قشلة الريفين، محطة القطار ومصنع وحفريات منجمية صغيرة ب المِزلا و بعض الآثار التاريخية قرب الشواطئ وهي معالم ظلت شاهدةً على الحقبة الإسبانية للمدينة.
ويبلغ عدد سكان مدينة الفنيدق حالياً حوالي 60 ألف نسمة من أصول مختلفة.
الفنيدق الاسم من أصل أغريقي Pondokeion خان ونزل. ودخلت جميع اللغات السامية محرفة، فإنها في السريانية الفصيحة Putqa وفي السريانيـة الدارجة Pandqa. أما في العربية فإنها تصغير لاسم فندق، والذي هو بمثابة الخان والنزل كما في الأصل الأغريقي.أما الفندق فهو يقصد بعض الأحيان للسكن فيه ويكون فيه العديد من الخدمات غير النوم مثل الطعام والألعاب والمسابح الخ وكلمة الخان تعني في اللغة العربية[1] الحانوت أو صاحب الحانوت وهي كلمة فارسية معرّبة كمثل (خان التجار) وتأتي أيضاً بمعنى[2] السلطان عند الأتراك وجمعها خانات وهي الحانوت محل نزول المسافرين والنزل هو فندق صغير يكون بالعادة مخصص للمسافرين الذين تضطرهم ظروفهم للبقاء في مدينة غريبة لأيام قليلة أو لبضع ليال. تقع مدينة الفنيدق شمال مدينة تطوان، وتبعد عنها حوالي 33 كلم. وجنوب مدينة سبتة وتبعد عنها حوالي 3 كلم تبدأ الطبيعة الجغرافية بالارتفاع التدرّجي حتى يبلغ ارتفاع أطراف المدينة عن سطح البحر 150 م، ويصل هذا الارتفاع إلى ثلاثة تلال وهما: تل المرجة وتل سيدي بوغابة وتل كونديسة. مدينة الفنيدق مدينة تاريخية وهذا أمر طبيعي لكون الفنيدق تبعد على جبل موسى ابن نصير بلمحة بصر وهو محطة الانطلاقة للفتوحات والثقافة الإسلامية إلى أرض الأندلس كما توجد الفنيدق على الضفة المقابلة ل جبل طارق ابن زياد الموجود في الضفة الأخرى على شواطئ إسبانيا وسمي بذلك لأن القائد طارق ابن زياد عبر البحر الأبيض المتوسط في بداية الفتوحات الإسلامية سنة 711م حيث لقي كلمته الشهيرة: البحر ورائكم والعدو أمامكم. وماتزال هذه العبارة ترن بأصدائها في وعي كل مسلم وعربي. واسم الفنيدق هو اسم مصغر لكلمة فندق حيث كان يوجد بالمدينة في قديم الزمان فندق يحط به الرحال كل من مر من المدينة ذاهبا أو عائدا للضفة الأخرى المذكورة سلفا ومدينة الفنيدق تقع في أقصى شمال المغرب على الحدود مع مدينة سبتة المحتلة ويطلق عليها اسم كاستييخوس باللغة الإسبانية كما كان يسمونها الإسبان في عهد الاستعمار وكلمة كاستييخوس تقول بعض المعلومات أنها تعني القلعة البعيدة وسكانها المحليون ينحدرون إلى القبائل القريبة للمدينة ونذكر على سبيل المثال القصر الصغير ونواحيه وثلاثة تغرامت ونواحيها وجبل عَسفة وقبيلة البيوت حيث لقي الجنرال الإسباني فرانكو الهزيمة على يدي القبائل وتمكن من الهرب بواسطة البوجة بمساعدة بعض الخونة والبوجة معروفة في المنطقة بالوسيلة التي يحملون فيها العروس من بيت أهلها إلى بيت عريسها والفنيدق يسمونها بعض المغاربة بباب سبتة وهذه الكلمة تتداول بكثرة بين عشاق البضائع الأروبية القادمون إليها من مختلف مدن المغرب ويفهم منها أن الفنيدق سوق كبير لهذه البضائع ويحج إليها المواطنون بكثرة في كل المواسم الدينية والوطنية وخاصةً خلال أشهر الصيف.

## هوامش
1. 1 2 3  المندوبية السامية للتخطيط (المحرر)، الإحصاء العام للسكان والسكنى لسنة 2014، QID:Q19599909
2. ↑   http://rgph2014.hcp.ma/file/166326/. {{استشهاد ويب}}: |url= بحاجة لعنوان (مساعدة) والوسيط |title= غير موجود أو فارغ (من ويكي بيانات) (مساعدة)
3. ↑  Code Postal des villes du maroc نسخة محفوظة 23 يوليو 2017 على موقع واي باك مشين.
4. ↑  GeoNames (بالإنجليزية), 2005, QID:Q830106